# Lot (personatge del Gènesi)

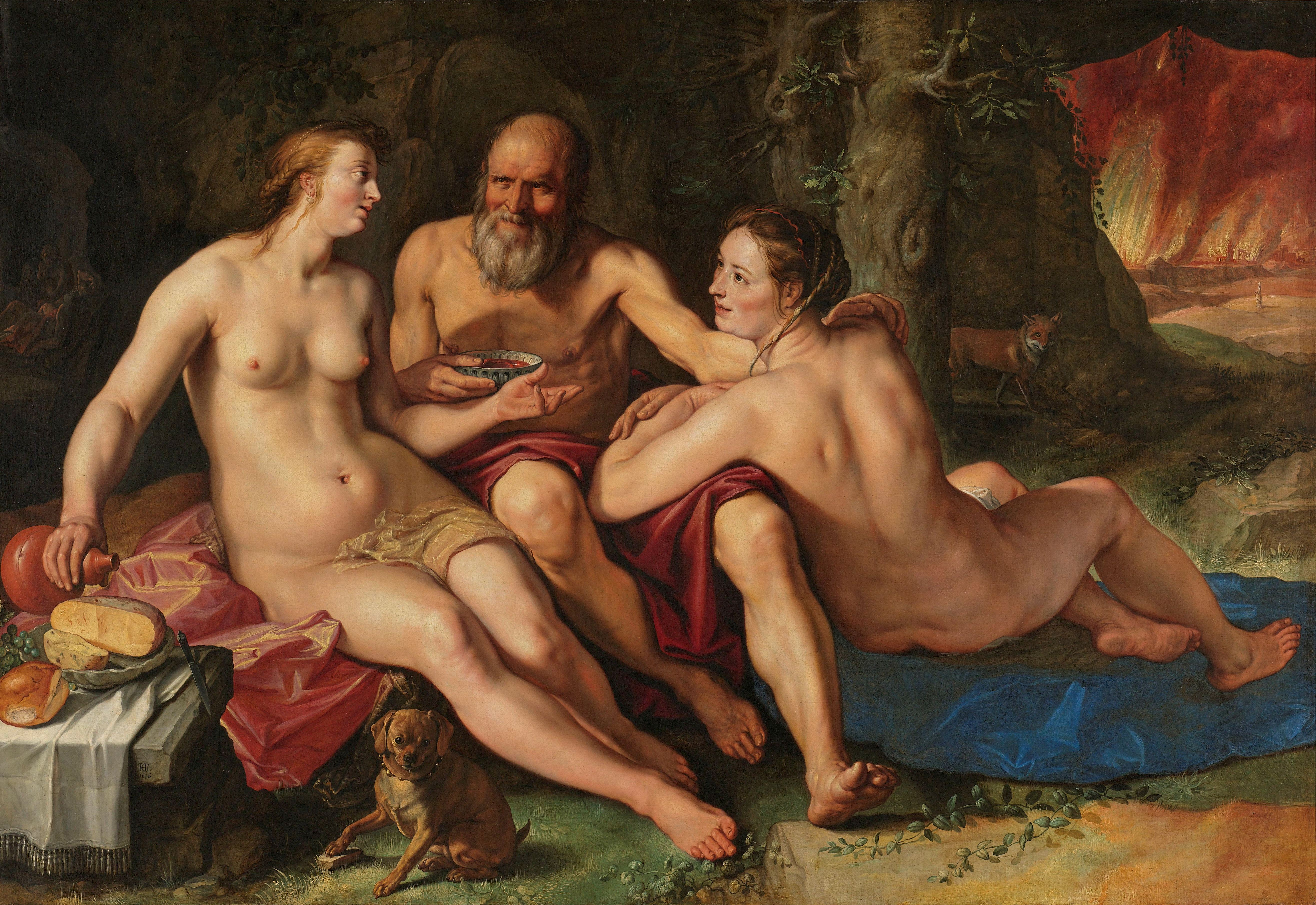
Lot i les seues filles

En el Gènesi (19, 1-38), Lot (hebreu: לוֹט בן-הָרָן, Lot ben Haran‎; àrab: لوط, Lūṭ) és un fill d'Aran, germà d'Abraham, que es va salvar de la destrucció de Sodoma i Gomorra.
Lot vivia a Ur dels caldeus fins que va anar a viure a una altra terra juntament amb els seus oncles Abraham i Sara i el seu avi Tèrah. En primer lloc van anar a Egipte, d'on van haver d'anar-se'n després d'alguns problemes amb nadius.
Aleshores van fer cap a Canaan, però durant el viatge hi va haver escaramusses entre pastors de Lot i pastors d'Abraham, i es van veure obligats a distanciar-se. Llavors, Lot va anar cap a la mar Morta.
Es va establir a la ciutat de Sodoma. Vuit anys després, va esclatar una guerra entre Xinar, Elassar, Elam i Goïm contra Sodoma, Gomorra, Admà, Seboiïm i Sóar. Després d'unes batalles a la Vall de Sidim (actualment en la mar Morta), van guanyar els primers i van saquejar totes les ciutats rivals. Lot va ser fet presoner. Quan se n'assabentà Abraham, va organitzar una expedició en què va salvar Lot i multitud de presoners.
Segons el Gènesi, el comportament dels habitants de les ciutats de Sodoma i Gomorra era pecaminós: llibertinatge, violacions, assassinats, luxúria, etc. Jahvè va decidir enviar uns àngels a observar les ciutats, però els habitants van assaltar la casa de Lot, on s'estaven. Davant la multitud de gent que s'acostava a casa seva, Lot va oferir-los les seves dues filles perquè les violessin, però el poble ho va refusar. Aquest fet exemplifica el concepte de Lot com a "pur d'esperit" que serà salvat de les ires divines.
Poc després, Lot, la seva esposa i les dues filles fugiren de Sodoma, que veié com una tempesta de cendra, foc, llamps i trons la destruïa. La seva dona, malgrat que els àngels li ho havien prohibit, es va girar a mirar enrere mentre es destruïa la ciutat i, com a conseqüència, es va convertir en una estàtua de sal. Aquest relat vol exemplificar la creença de la major curiositat de les dones i podria estar inspirada en el mite d'Orfeu i Eurídice.
Lot i els seus es van instal·lar a Sóar, una ciutat aliada de Sodoma. Poc després, Lot i les seves dues filles se'n van anar de Sóar i es van instal·lar en una cova a les muntanyes. Les filles, que volien tenir descendència, van embriagar en nits successives el seu pare per mantenir-hi relacions. Les dues noies van tenir fills: la filla gran, Moab, considerat l'avantpassat dels moabites; la filla petita, Benammí, avantpassat dels ammonites.